# Чжао Циго
Чжа́о Циго́ (кит. трад. 趙其國, упр. 赵其国, пиньинь Zhào Qíguó; 25 февраля 1930 — 3 января 2023) — китайский учёный-почвовед, член Китайской академии наук (1991). Президент Почвенного научного общества Китая (1987—1995), директор Института почвоведения Китайской академии наук (1983—1995).

## Биография
Родился в Ханькоу (сейчас Ухань, провинция Хубэй).
В 1949 году поступил на агрономический факультет Уханьского университета. После проведённой в 1952 году реформы китайского высшего образования зачислен в Хуачжунский сельскохозяйственный университет (Ухань) и окончил его в 1953 году. Вся дальнейшая научная деятельность связана с Институтом почвоведения Китайской академии наук, в которой он прошёл путь от младшего научного сотрудника до директора.
С 1953 года руководитель Юннань-Гуйчжоуской южнокитайской группы по исследованию лесных земель, пригодных для возделывания гевеи и тропических культур. В 1964—1968 годах заместитель руководителя и руководитель группы китайских экспертов на Кубе.
С 1973 по 1978 год руководитель группы по исследованию и оценке неиспользуемых земель в провинции Хэйлунцзян.
В 1983—1995 годах директор Института почвоведения Китайской академии наук.
Академик АН КНР с 1991 года. Лауреат научных премий State Natural Science Award (1991) и State Science and Technology Prize (2004), Nikkei Asia Prize (1999), номинация «Наука, технологии и окружающая среда».
Главный редактор журнала «Педосфера» (1991—1998).
Умер в Нанкине 3 января 2023 года в возрасте 92 лет.

## Сочинения
- Низкоуглеродная экономика и развитие сельского хозяйства / Циго Чжао, Хайянь Цянь // Журнал Эко-Окружающая среда. — 2009.-. № 5.